# Otto Bene

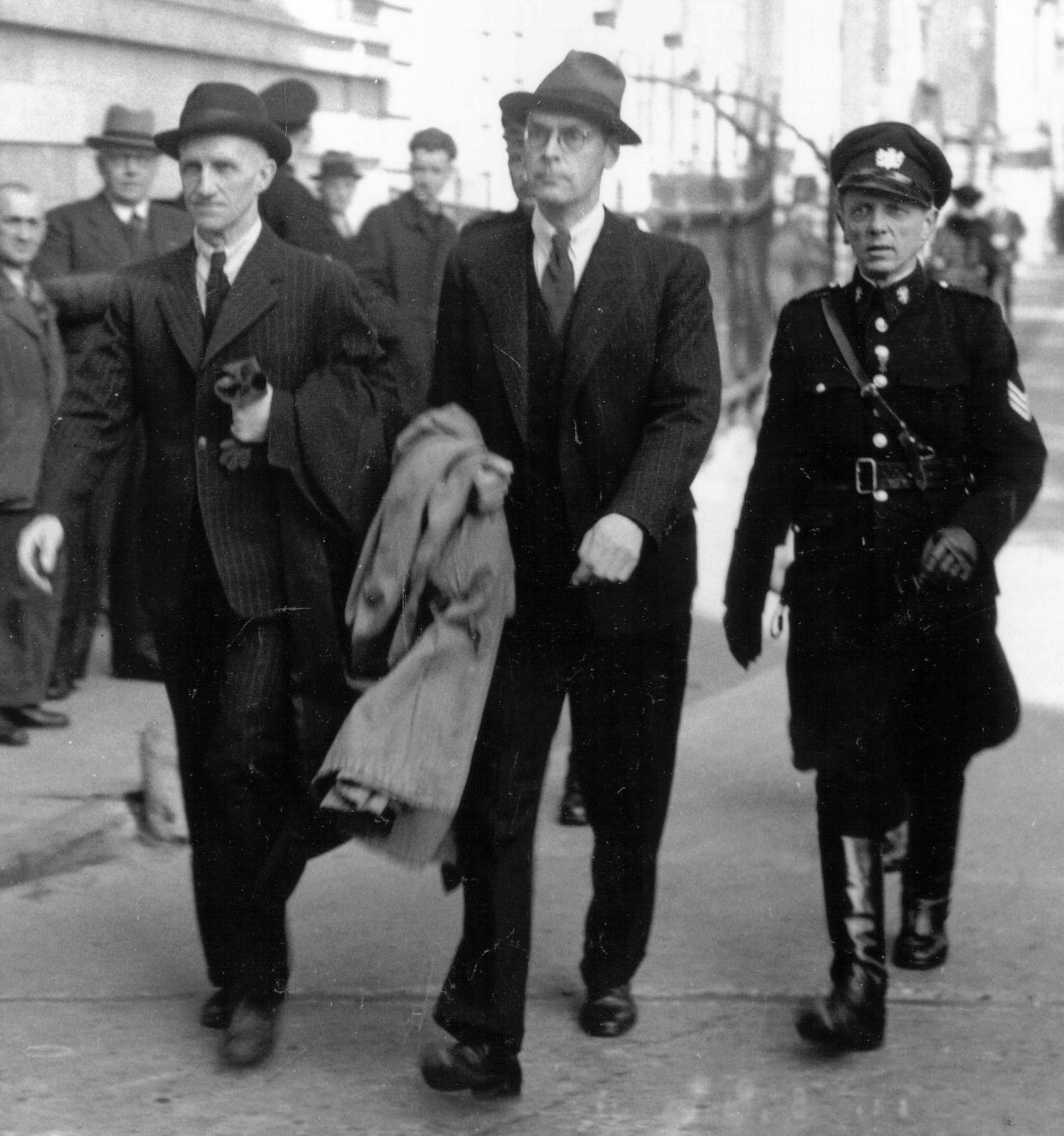
Bene (links) und Tobias Goedewaagen nach dem Krieg (1947)

Otto Bene (* 20. September 1884 in Altenberg (Bergisches Land); † 16. April 1973 in Hamburg) war SS-Brigadeführer und Gauführer der Auslandsorganisation der NSDAP, getarnt als deutscher Diplomat in der Zeit des Nationalsozialismus.

## Leben
Otto Bene war der Sohn des Domänenpächters Adolf Bene. Er besuchte das humanistische Gymnasium in Marburg. Nach einer kaufmännischen Ausbildung bei einem Tuchhändler in Frankfurt am Main war er in Canton (China) und in Hamburg tätig. Bene war Teilnehmer am Ersten Weltkrieg. Er meldete sich im August 1914 als Kriegsfreiwilliger und kam Ende Oktober 1914 zum Feldartillerie-Regiment Nr. 45 an die Westfront. Dort wurde er später zum Leutnant der Reserve ernannt und diente von Dezember 1916 bis zur Auflösung des Regiments im Januar 1919 als Ordonnanzoffizier im Regimentsstab.
Nach Kriegsende wurde Bene Prokurist und Teilhaber einer Export-/Importfirma in Hamburg und London. 1923 verfasste er im Auftrag der ehemaligen Angehörigen seines Regiments eine Regimentschronik. In London trat Bene zum 1. Dezember 1931 der NSDAP bei (Mitgliedsnummer 839.863) und wurde in der Auslandsorganisation Ortsgruppenleiter der NSDAP in London und ab 1934 Landesgruppenleiter in Großbritannien und Irland. Seit dem 1. Juni 1937 hatte er in der NSDAP eine Stelle als Gauamtsleiter. In der SS war er 1939 SS-Standartenführer und avancierte 1942 zum SS-Brigadeführer (General) (SS-Nummer 347.158).

## Zugang ins Auswärtige Amt
Die Umstände, unter denen Bene, der über kein abgeschlossenes Universitätsstudium verfügte, die hohen personellen Anforderungen des Auswärtigen Amts (AA) überwand und den Weg in den höheren auswärtigen Dienst fand, lassen sich nur bedingt ausloten. Zwar gelangten im Rahmen der Schülerschen Reform von 1921 auch Bewerber ohne Universitätsabschluss in den auswärtigen Dienst, diese Zugangsmöglichkeit endete jedoch mit einer Novellierung der neuen Ausbildungsordnung im Rahmen dieser Reform bereits im Jahre 1924 (vgl. Keipert XXXV/XXXVI); auch in den dreißiger Jahren galten die hohen Aufnahmekriterien des AA fort.
Bene beging seinen Amtsantritt in Friedenszeiten sogleich als Generalkonsul mehr als ein Jahr vor der Absolvierung der Diplomatisch-konsularischen Prüfung. Dies lässt die Vermutung zu, dass Benes Einstellung eine gewisse Hastigkeit zu Grunde lag – oder auf der Protektion eines hochrangigen Parteimitglieds bzw. Netzwerks innerhalb der NSDAP beruhte, was wahrscheinlich ist. Beides lässt sich bislang jedoch nicht mit letzter Gewissheit sagen.
Ein Zusammenhang mit der Ernennung von Ernst Wilhelm Bohle zum Staatssekretär und Chef der Auslandsorganisation im AA, der in seiner Funktion ein neu geschaffenes Veto bei den Neueinstellungen ins AA hatte und einen Kreis von linientreuen Kandidaten mit ähnlichem Profil wie dem von Bene ins AA verhalf, lässt sich unmittelbar herstellen. Seine Ernennung und Dienstantritt im Range eines Staatssekretärs wurde durch direkten Erlass Hitlers erst ein Dreivierteljahr nach dem Eintritt Benes in das AA ermöglicht, nämlich am 30. Januar 1937. Damit verfolgte die Auslandsorganisation der NSDAP das Ziel, ihre wichtigen Akteure im Ausland sowohl abzudecken als auch durch den diplomatischen Status zu legalisieren.
Erst mit Ernst Wilhelm Bohle im AA hatte sich die NSDAP ein Einspruchsrecht gegenüber der Dienstaufnahme unliebsamer und politisch als unzuverlässig angesehener Diplomaten geschaffen und verankert. Dessen ungeachtet weisen die Biographien von Bene und Bohle verblüffende Ähnlichkeiten auf. So waren beide frühe Mitglieder der NSDAP-AO, Kaufleute, lebten zeitweise in England und hatten weitere Stationen im Ausland.

## Tätigkeiten für das Auswärtige Amt in Italien und in den besetzten Niederlanden
Seit dem 14. März 1936 wurde er als Generalkonsul Mitglied des Auswärtigen Dienstes und ab Juni 1937 in Mailand eingesetzt. Von 1939 bis 1. Oktober 1941 war er Beauftragter der Reichsregierung für die Umsiedlung der Südtiroler, seit Januar 1940 im Range eines Gesandten. In dieser Funktion verfasste er einen Lagebericht, der die deutschen Interessen in dieser Frage orientieren sollte. Am 28. Mai 1940 wurde er statt des vormaligen Amsterdamer Konsuls Felix Benzler bis Kriegsende der Vertreter des Auswärtigen Amtes beim Reichskommissar für die besetzten Niederländischen Gebiete, Reichsminister Arthur Seyß-Inquart.
Otto Bene gehörte dem Stab des Reichskommissars Seyß-Inquart an und war dort als höchstrangiger ständiger Vertreter des AA den Generalkommissaren gleichgestellt, jedoch ohne eigene Dienststelle. Politisch einflusslos galt er lediglich als das „Auge und Ohr“ Ribbentrops (so Bene nach dem Krieg).
Tatsächlich jedoch entwickelte er auf diesem Posten eigene Initiativen zur Ausbürgerung und Deportation der niederländischen Juden. Darüber hinaus setzte er die auf rassischen Merkmalen beruhende Umsiedlungs-, Vertreibungs- und später auch Ausgrenzungspolitik für bestimmte Minderheiten durch. Getarnt als Förderung des Deutschtums und der Stärkung der im Ausland lebenden „Deutschen“ betrieb er Auslese-Verfolgung nichtdeutscher Bevölkerungsgruppe. Dem Leiter des „Referats III/Judenfrage, Rassenpolitik“ Fritz Gebhardt von Hahn lieferte er eine Liste der ausländischen Juden, die sich noch in den Niederlanden aufhielten.
Er berichtete sowohl über den Verlauf der Judenverfolgung in den besetzten Niederlanden als auch über die dortige innenpolitische Entwicklung mit Blick auf eine erhoffte Selbstnazifizierung der niederländischen Bevölkerung:
Kabel Otto Benes ex Den Haag an das Auswärtige Amt:
An das Judenreferat in der Abteilung Deutschland des AA vom 16. November 1942 über den Stand der „Endlösung“ der Judenfrage:

„...getaufte Juden können selbstredend nicht als Überzeugungschristen angesehen und etwa von dem Abtransport freigestellt werden. Sie werden wie alle anderen im Laufe der Zeit abrollen.“

Bericht an die Abteilung Inland II des AA vom 10. Juli 1944 über die Deportation jüdischer Bürger aus den Niederlanden:

„Die Judenfrage kann für die Niederlande als gelöst bezeichnet werden, nachdem das Gros der Juden außer Landes verbracht worden ist. Die noch hier befindlichen Juden befinden sich in Lagern oder stehen sonst unter ständiger Kontrolle. Von den untergetauchten Juden werden fast täglich einige ausgehoben und in Lager verbracht. Von ausländischen Juden leben lediglich noch 11 mit argentinischer Staatsangehörigkeit im Lande. Es wäre erwünscht, wenn auch diese abgeschoben werden könnten, obwohl sie an sich keine Schwierigkeiten bereiten und sich zurückhaltend benehmen. Die Zahlen sind nach dem heutigen Stand wie folgt: (...)“

## Nachkriegszeit
Bene war von 1945 bis zum 11. Februar 1948 in den Niederlanden unter verschärften Bedingungen inhaftiert, es kam aber zu keinem Prozess. Von dem deutschen Entnazifizierungsausschuss in Unna wurde Otto Bene am 8. Februar 1949 nach Prüfung des Falles in die Kategorie III (Minderbelastete, Bewährungsgruppe) eingereiht. Das bedingte den Ausschluss von der bisherigen Stellung als Gesandter und den Verlust jeden Anspruchs auf Ruhegehalt. Bei der Staatsanwaltschaft in Hamburg kam es Anfang der 1960er Jahre noch zu Vorermittlungen wegen der Beteiligung an den Verbrechen.
Beruflich war Bene nach dem Krieg für den bekannten Rüdesheimer Weinbrand-Hersteller Asbach Uralt tätig.

## Trivia
Bene absolvierte seine kaufmännische Ausbildung bei einem Tuchhändler in Frankfurt am Main, bei dem auch der damals noch unbekannte Hans Albers eine kaufmännische Ausbildung durchlief. Zu der Zeit waren beide gut miteinander bekannt, und es gab verschiedentlich gemeinsame Unternehmungen.

## Schriften
- Das Lauenburgische Feldartillerie-Regiment Nr 45, Oldenburg i. O.: Gerh. Stalling, 1923.
- Fünfbändiges Manuskript zur Südtiroler Umsiedlung, 1952. Aufbewahrt im Bundesarchiv Koblenz[13]